# ベラサグン
座標: 北緯42度44分47.06秒 東経75度15分1.64秒 / 北緯42.7464056度 東経75.2504556度

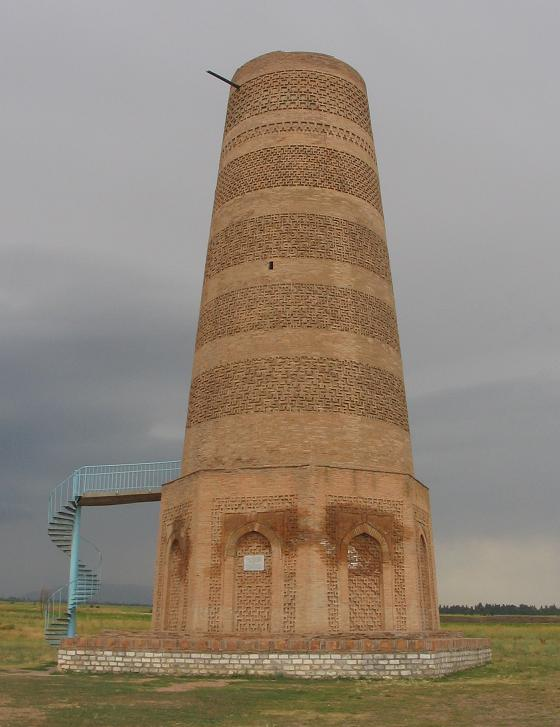
ブラナの塔

ベラサグン（ペルシア語 بلاساغون Balāsāghūn、英語:Balasagun, Balassagun, Balasaghun、中国語：八剌沙袞、キルギス語：Баласагын）は10世紀から1218年にかけて繁栄したカルルク、カラハン朝、西遼の中心都市。とくに耶律大石によって西遼の首都となり栄えたが、ナイマン王国の王子クチュルクが西遼を乗っ取り、彼を追って来たモンゴル帝国軍によって接収された後は衰微していった。天山山脈の北麓に位置し、現在のキルギスの都市トクマク近郊のブラナ遺跡はベラサグンの遺構と推定されている。

## 概要
7世紀から9世紀にかけての時期、天山山脈北麓沿いの地域ではソグド人が建設した植民都市が繁栄していたが、ベラサグンの建設時期はそれらの都市よりも遅いと考えられている。ウイグルの伝説では、ウイグルの始祖のブク・ハンが征西の途上で建設したと伝えられる。唐代には突厥の拠点として繁栄し、唐の地理学者の賈耽が著した『道里記』には碎葉城（スイアブ）の東40里（約12km）、熱海（イシク・クル湖）の西50里（約20km）に位置することが記されている。
10世紀の漢文資料には裴羅将軍城として現れ、11世紀後半のマフムード・カーシュガリーの『ディーワーン・ルガート・アッ＝トゥルク』（Dīwān Lüḡāt al-Türk、「テュルク語集成」）には、ベラサグンの住民はソグド語とテュルク語の両方を話し、「ベラサグン」と呼ばれる市街地とそれに隣接する「クズオルド」という城砦（カタバ）が存在したことが記されている。11世紀中頃にカラハン朝が東西に分裂すると東部の首都となったが、後に首都機能はカシュガルに移る。『遼史』によると1132年頃、耶律大石が西進して東カラハン朝を滅ぼし、この地で即位して西遼の首都と定めて名をクズオルド（グズオルド/フスオルド、虎思斡耳朶 quz ordu）に改称したという。また、モンゴル帝国が侵攻してきた13世紀には『世界征服者の歴史』の著者ジュヴァイニーによれば、グッズ・バリグ  غزباليغ Ghuzz-Balïγ と呼ばれており、モンゴル側からGobalik（美しい都市 qo'a balik? の意）と呼ばれた。
テュルク文学の最も古い作品『クタドゥグ・ビリグ』を著したことで有名な詩人ユースフ・ハーッス・ハージブは11世紀にベラサグンで出生したと思われる。また、ベラグザンには多くのネストリウス派キリスト教徒も滞在し、彼らの墓地が現存している。1210年に西遼の君主耶律直魯古がタラスの戦闘でホラズム・シャー朝に敗れた時、町は西遼に反乱を起こしたために47,000人の住民が殺害される。1218年にモンゴル帝国が西遼に侵入した際、ベラサグンは抵抗をする事無く降伏した。元代の紀行文には、耶律大石にちなんだ「大石林牙」「大石」などの呼称で記されている。14世紀にベラサグンは戦乱によって荒廃し、以後町の名前は史上に現れなくなる。
今日のベラサグン村から西へ6km、トクマクの町外れに位置するブラナ地域はかつての都市ベラサグンの西の端であった。ブラナ地域にはブラナの塔、突厥時代に建てられたバルバルと呼ばれる岩面陰刻の群などの遺跡が存在している。ブラナの塔は11世紀に建てられたミナレットで、現在の高さは24mだが、建てられた当時は46mの高さがあったという。これは何世紀にもわたる間に地震が何回か発生したためで、現在の塔も1970年代に修復作業が施されたものである。